# Hausen (Knüllwald)
Hausen (ⓘ) ist östlichste und nach Einwohnerzahl kleinste Ortsteil der Gemeinde Knüllwald im nordhessischen Schwalm-Eder-Kreis.
Das Dorf liegt im Nordostteil des Knüllgebirges zwischen Rengshausen im Nordwesten und dem südöstlich gelegenen Ersrode, einem Ortsteil von Ludwigsau im benachbarten Landkreis Hersfeld-Rotenburg. Durchflossen wird das Dorf vom Fulda-Zufluss Beise.

## Geschichte
Die älteste bekannte schriftliche Erwähnung von Hausen erfolgte unter dem Namen Husin im Jahr 1353. Das Gericht Rengshausen mit den Dörfern Hausen, Licherode, Lichtenhagen, Nausis und Nenterode gehörte ab 1579 zum Amt Rotenburg, welches von 1627 bis 1835 Teil der Rotenburger Quart war.
Im Zuge der Gebietsreform in Hessen wurde zum 31. Dezember 1971 durch den Zusammenschluss der bis dahin selbstständigen Gemeinden Hausen, Lichtenhagen, Nausis, Nenterode und Rengshausen auf freiwilliger Basis die neue Großgemeinde mit dem Namen Rengshausen gebildet.
Am 1. Januar 1974 wurde diese Gemeinde, bei der Bildung des Schwalm-Eder-Kreises, mit den Gemeinden Berndshausen und Niederbeisheim kraft Landesgesetz in die Großgemeinde Knüllwald eingemeindet. Für die nach Knüllwald eingegliederten, ehemals eigenständigen Gemeinden wurde je ein Ortsbezirk mit Ortsbeirat und Ortsvorsteher nach der Hessischen Gemeindeordnung gebildet.

## Bevölkerung
Einwohnerstruktur 2011
Nach den Erhebungen des Zensus 2011 lebten am Stichtag, dem 9. Mai 2011, in Hausen 42 Einwohner. Darunter waren 3 (7,1 %) Ausländer. Nach dem Lebensalter waren 9 Einwohner unter 18 Jahren, 18 zwischen 18 und 49, 6 zwischen 50 und 64 und 9 Einwohner waren älter. Die Einwohner lebten in 15 Haushalten. Davon waren 3 Singlehaushalte, 6 Paare ohne Kinder und 6 Paare mit Kindern, sowie keine Alleinerziehende und keine Wohngemeinschaften. In 3 Haushalten lebten ausschließlich Senioren und in 9 Haushaltungen lebten keine Senioren.
Einwohnerentwicklung
| Quelle: Historisches Ortslexikon |                 |
| • 1585:                          | 5 Haushaltungen |
| • 1747:                          | 9 Haushaltungen |

| Hausen: Einwohnerzahlen von 1834 bis 2011 | Hausen: Einwohnerzahlen von 1834 bis 2011 | Hausen: Einwohnerzahlen von 1834 bis 2011 | Hausen: Einwohnerzahlen von 1834 bis 2011 | Hausen: Einwohnerzahlen von 1834 bis 2011 |
| --- | ----------------------------------------- | ----------------------------------------- | ----------------------------------------- | ----------------------------------------- |
| Jahr |                                           |                                           |                                           | Einwohner                                 |
| 1834 | 1834                                      |                                           | 78                                        | 78                                        |
| 1840 | 1840                                      |                                           | 80                                        | 80                                        |
| 1846 | 1846                                      |                                           | 75                                        | 75                                        |
| 1852 | 1852                                      |                                           | 75                                        | 75                                        |
| 1858 | 1858                                      |                                           | 75                                        | 75                                        |
| 1864 | 1864                                      |                                           | 77                                        | 77                                        |
| 1871 | 1871                                      |                                           | 73                                        | 73                                        |
| 1875 | 1875                                      |                                           | 55                                        | 55                                        |
| 1885 | 1885                                      |                                           | 50                                        | 50                                        |
| 1895 | 1895                                      |                                           | 55                                        | 55                                        |
| 1905 | 1905                                      |                                           | 44                                        | 44                                        |
| 1910 | 1910                                      |                                           | 44                                        | 44                                        |
| 1925 | 1925                                      |                                           | 46                                        | 46                                        |
| 1939 | 1939                                      |                                           | 43                                        | 43                                        |
| 1946 | 1946                                      |                                           | 69                                        | 69                                        |
| 1950 | 1950                                      |                                           | 67                                        | 67                                        |
| 1956 | 1956                                      |                                           | 55                                        | 55                                        |
| 1961 | 1961                                      |                                           | 45                                        | 45                                        |
| 1967 | 1967                                      |                                           | 45                                        | 45                                        |
| 1980 | 1980                                      |                                           | ?                                         | ?                                         |
| 1990 | 1990                                      |                                           | ?                                         | ?                                         |
| 2000 | 2000                                      |                                           | ?                                         | ?                                         |
| 2011 | 2011                                      |                                           | 42                                        | 42                                        |
| Datenquelle: Historisches Gemeindeverzeichnis für Hessen: Die Bevölkerung der Gemeinden 1834 bis 1967. Wiesbaden: Hessisches Statistisches Landesamt, 1968. Weitere Quellen: LAGIS; Zensus 2011 |                                           |                                           |                                           |                                           |

Historische Religionszugehörigkeit
| Quelle: Historisches Ortslexikon |                                                                    |
| • 1885:                          | 50 evangelische (= 100 %) Einwohner                                |
| • 1961:                          | 42 evangelische (= 93,33 %), zwei katholische (= 4,44 %) Einwohner |

## Politik
Für Hausen besteht ein Ortsbezirk (Gebiete der ehemaligen Gemeinde Hausen) mit Ortsbeirat und Ortsvorsteher nach der Hessischen Gemeindeordnung. Der Ortsbeirat besteht aus fünf Mitgliedern.
Bei den Kommunalwahlen in Hessen 2021 betrug die Wahlbeteiligung zum Ortsbeirat Hausen 82,76 %. Alle Kandidaten gehörten der „Gemeinschaftsliste Hausen“ an. Der Ortsbeirat wählte Bernd Grenzebach zum Ortsvorsteher.

## Verkehr
Unmittelbar südwestlich vorbei an Hausen verläuft zwischen Rengshausen und Ersrode die Landesstraße 3254. Südöstlich des Dorfs führt die Eisenbahn-Schnellfahrstrecke Hannover–Würzburg zwischen dem Schalkenbergtunnel im Norden und Hainrodetunnel im Süden auf einer kurzen Brücke über die Beise.